# Enoch (Utah)
Enoch é uma cidade localizada no estado norte-americano de Utah, no Condado de Iron.

## Demografia
Segundo o censo norte-americano de 2000, a sua população era de 3467 habitantes.
Em 2006, foi estimada uma população de 4550, um aumento de 1083 (31.2%).

## Geografia
De acordo com o United States Census Bureau tem uma área de
8,6 km², dos quais 8,6 km² cobertos por terra e 0,0 km² cobertos por água. Enoch localiza-se a aproximadamente 1669 m acima do nível do mar.

## Localidades na vizinhança
O diagrama seguinte representa as localidades num raio de 28 km ao redor de Enoch.